# 周盤
周盤（1551年—1621年），字儆予，號心銘，山西澤州人，民籍，明朝政治人物。同進士出身。

## 生平
萬曆元年（1573年）癸酉科山西鄉試第二十七名，萬曆五年（1577年）丁丑科會試第七十九名，登三甲第五十四名進士。授河间、长垣二知县，十三年七月除授山東道御史，十八年巡按陕西，二十四年十月往淮揚巡按，防倭治河，護陵有功，视京营，清戎政。三十年三月升順天府府丞，三十四年正月升右佥都御史、巡抚甘肃，三十六年九月加升右副都御史，四十年二月考满，加升兵部右侍郎，兼都察院右佥都御史，加正二品服俸，大小二十余战，上首级功数千级，十二月升都察院右副都御史兼兵郎右侍郎、协理京营戎政，四十一年十一月录甘肃麻山湖等处斩获银歹诸酋功，升兵部尚書，荫一子世锦衣卫千户。天啓元年卒，年七十一，賜祭葬，贈太子少保。

## 家族
曾祖周廣；祖父周穩；父周邦，曾任倉大使。前母牛氏；母魯氏；繼母脫氏。慈侍下。兄周监。